# Michèle Mercier
Michèle Mercier, född 1 januari 1939 i Nice, är en fransk skådespelare. Hon är främst känd för en serie filmer under 1960-talet där hon spelade hjältinnan Angélique. Michèle Mercier har sporadiskt fortsatt verka som film- och TV-skådespelare in på 2010-talet. Hon är riddare av Arts et Lettres-orden.

## Filmografi i urval
- 1957 – Död mans hämnd
- 1959 – En ängel på jorden
- 1960 – Skjut på pianisten!
- 1961 – Tycker ni om Brahms ...
- 1962 – Roaring Years (Gli anni ruggenti)
- 1963 – Hemligt uppdrag i Marseille
- 1963 – I skräckens klor
- 1963 – Schakalerna
- 1964 – Angélique
- 1964 – Casanova '70
- 1965 – Jag älskar när åskan går
- 1965 – Den fantastiske Angelique
- 1966 – Angelique och kungen
- 1972 – Skriet från vildmarken